# Да се зна!
Удружење „Да се зна!” се бави евидентирањем случајева насиља и дискриминације над ЛГБТ особама у Србији. Са својим радом је започело 2016. године. Њихова мисија је да обезбеде подршку ЛГБТ особама кроз побољшање ефикасности система заштите и заговарања примерене реакције надлежних органа, а визија - да сви грађани и грађанке у Србији уживају иста права и имају једнаке могућности без обзира на своја лична својства, укључујући сексуалну оријентацију и родни идентитет. Циљ удружења је смањење нивоа дискриминације и насиља према ЛГБТ особама и давање доприноса већем прихватању и интеграцији ЛГБТ грађана и грађанки у друштво Србије.
Сајт удружења садржи одељак где су наведени тренутни и прошли случајеви и описи тока њиховог решавања. Случајеви садрже разне облике дискриминације и насиља, као што су: претње преко друштвених мрежа, наношење телесних повреда, физички напад, дискриминаторни говор, сексуално узнемиравање, директан вербални напад, вербално узнемиравање, сексуално насиље, породично насиље, и друго, а све мотивисано мржњом према припадницима ЛГБТ заједнице.
Случајеви насиља и дискриминације који су мотивисани мржњом према ЛГБТ заједници могу се пријавити преко овог портала.
Удружење „Да се зна!” је 2017. године поднело притужбу Повереници за заштиту равноправности на текст Бранислава Ристивојевића, декана Правног факултета у Новом Саду који је објављен на сајту Нове српске политичке мисли. Текст је објављен под насловом „Насиље у породици и насиље над породицом”, а у чланку је одговорност за пораст насиља у породици у томе што постоји „полицијска заштита свечаним шетњама хомосексуалаца на градским улицама којом приликом се отворено слави примитивна, насилничка, приземна, огољена и простачка сексуалност”.
У просторијама Центра за образовање и културу „Божидарац”, 2018. године отворили су Саветовалиште за ЛГБТ+ особе где ће три сата недељно врата бити отворена за подршку ЛГБТ+ особама и њиховим родитељима у виду консултација. Отварање Саветовалишта је настало уз помоћ општине Врачар, а подршку је дала и Траг фондација.
Током 2018. године, према подацима које су прикупили кроз извештај под називом „Подаци, а не звона и прапорци”, почињена су и њима пријављена 42 противправна акта према ЛГБТ особама. Реч је о физичким нападима, дискриминацији, претњама и увредама. Током промоције извештаја констатовано је да је добро што је у Србији злочин из мржње уведен у Kривични законик, али да недостаје његова адекватна имплементација.
Активисти Удружења "Да Се Зна!" су током марша поводом Међународног дана жена 2019. године нападнути у центру Београда. Нападачи су више пута пљунули Драгославу Барзут, извршну директорку удружења, али након легитимације младића од стране полиције, непознато је шта се са њима догодило.
Кампању удружења под називом „Не одричем се” подржале су бројне јавне личности, организације и грађани, а мали огласи у дневној штампи у којима се родитељи не одричу своје деце због њихове сексуалне оријентације и родног идентитета, побудили су интересовање јавности у Србији и у региону. Драгослава Барзут, директорка удружења, изјавила је да се иницијативом жели послати порука свим родитељима и породицама да стану уз своје ћерке, сестре, браћу, синове, унуке и да се не плаше. Кампања је рађена у сарадњи са агенцијом „McCann Београд” за коју је добила више награда.